# Sony Le Plex HD
Sony Le Plex HD foi um canal indiano de televisão paga com filmes de Hollywood populares e aclamados pela crítica. Foi lançado em 23 de agosto de 2016 e é de propriedade e operado pela Sony Pictures Networks, e possui as licenças de transmissão para os filmes da Sony, Universal Studios, Lionsgate, MGM e Disney na Índia.
A diretora de filmes Zoya Akhtar foi a embaixadora da marca Sony Le Plex no momento do lançamento.
O Sony Le Plex HD foi descontinuado pela Sony Pictures Networks India em 31 de dezembro de 2018 à 0h.